# Jean Baker Miller
Jean Baker Miller (29 de septiembre de 1927, Bronx, Estados Unidos - 29 de julio de 2006, Brookline, Massachusetts, Estados Unidos) fue una psiquiatra, psicoanalista, activista social, feminista, y escritora. Recibió especial reconocimiento por su obra Hacia una nueva psicología de la mujer, que une la doctrina psicológica junto con la teoría relacional-cultural. Jean Baker Miller sostuvo que el deseo de las mujeres de interrelacionarse, cooperando unas con otras para empoderarse en mutuo desarrollo y su accesibilidad emocional para apoyarse, eran fortalezas esenciales, y no debilidades como la tradición patriarcal había percibido.
El trabajo de Miller despertó a las mujeres involucradas en las luchas feministas de la década de 1970 a una nueva forma de pensar sobre sus habilidades. La psicología, dominada por el modelo freudiano, había representado durante mucho tiempo la capacidad de nutrición y crianza de las mujeres como evidencia de su dependencia hacia los demás y, en última instancia, de su inferioridad. Pero Miller argumentó que esas diferencias eran un activo, no un déficit, y elementos emotivos necesarios para un desarrollo psicológico sano independientemente del género. La publicación especializada Psychology Today, en un artículo revisionista sobre la segunda edición de 1987 de Hacia una nueva psicología de la mujer, afirmó que Miller "no hizo nada menos que alterar el curso de la psicología de género. Ella reveló las fuerzas ocultas de las mujeres, renombrando como recursos valiosos lo que fueron considerados debilidades".

## Juventud
Jean Baker Miller nació el 29 de septiembre de 1927, en el seno de una familia de clase trabajadora, de madre con ascendencia irlandesa y padre con ascendencia alemana, en el Bronx de la ciudad de Nueva York. Se le diagnosticó la polio con apenas 10 meses de edad, enfermedad por la cual se sometería a operaciones quirúrgicas hasta los 10 años, dejando como secuela una atrofia y cojera en una pierna. Según sus memorias, el acicate para realizar estudios en medicina sobrevino mientras estaba siendo atendida por dos enfermeras, hermanas gemelas apellidadas Stone. Completó la enseñanza secundaria en Hunter College High School de Nueva York y en 1948 se graduó en Sarah Lawrence College. Consiguió su doctorado en medicina en Columbia University College of Physicians and Surgeons en 1952, cuando apenas un 10% de las estudiantes de postgrado eran mujeres, y participó en programas de formación para psiquiatras residentes en diversos centros de salud de Nueva York, tales como: Montefiore Medical Center, Bellevue Hospital Center, Albert Einstein College of Medicine, Upstate Medical Center, New York Medical College, donde completó su formación psicoanalítica.
Su primera tutora, Helen Merrill Lynd, fue acogedora y la introdujo en la psicología. Helen Merrill Lynd había escrito un influyente libro de sociología: Middletown: A Study in Contemporary American Culture (Lynd, H., & Lynd, R. 1929). Jean Baker Miller realizó el curso de Filosofía Social que impartía Lynd y fue acogida en una atmósfera intelectual en la cual florecieron sus inquietudes. Su tutora la invitó a su casa para que conociera a Margaret Mead y Gregory Bateson. Posteriormente, dedicaría su obra más emblemática, Toward a New Psychology of Women (Miller, J. B. 1976) a su profesora Helen Merrill Lynd. Jean Baker Miller siempre creyó categóricamente que había prosperado en su vida gracias a otras mujeres que se interesaron por ella.

## Trabajo y publicaciones
Miller abrió una clínica privada en Nueva York, y se mudó a Boston en 1973. Editó Psicoanálisis y Mujeres (1973), y posteriormente escribió Hacia una nueva psicología de la mujer (1976), libro que se convirtió en un clásico en su especialidad y ha sido traducido a veinte lenguas. Miller describe el "modelo relacional" del desarrollo humano ("Teoría Relacional-Cultural"), proponiendo que "las relaciones de crecimiento-acogimiento son necesidades humanas centrales y que las desconexiones son la fuente de los problemas psicológicos." Inspirada en la obra de Betty Friedan, Femenine Mystique (1963), y otros clásicos feministas de la década de 1960, la teoría Relacional-Cultural establece que "el aislamiento o la marginación es una de las experiencias humanas más lesivas y traumáticas, por tanto se trata mejor al paciente cuando vuelve a conectar con otras personas," y que los terapeutas tienen que "adoptar una atmósfera de empatía y aceptación hacia el paciente, incluso a costa de reducir la neutralidad del terapeuta." La teoría está basada en observaciones clínicas y pensada para probar que "no había nada incorrecto en las mujeres, sino con la manera en que eran percibidas por la cultura moderna." Basándose en escuchar atentamente las historias de vida de muchas mujeres, proporcionó un mensaje profundamente valioso y respetuoso a las mujeres. Ya no tenían que ser colocadas en cajas teóricas construidas por y para los hombres; Estas representaciones previamente inexactas de las mujeres llevaron inevitablemente a patologizar a las mujeres y retratarlas como hombres deficientes.
Tras la publicación de Hacia una nueva psicología de la mujer, Miller se convirtió en la primera directora de Stone Center for Developmental Services and Studies en Wellesley College, el cual incorporó el modelo relacional a todos los aspectos del tratamiento de los pacientes en Stone Center.[cita requerida] En 1986, alcanzó el rango de directora de educación en Stone Center, donde estableció un programa de discusión grupal para compartir ideas sobre el modelo relacional y publicó dichas investigaciones como "Hipótesis de trabajo" a través del centro de estudios. En 1991, fue coautora de su segundo libro, El crecimiento de las mujeres en conexión.
Miller también ejerció la docencia como profesora clínica de psiquiatría en Boston University School of Medicine, como profesora asociada en la facultad de Harvard Medical School, y ejerció como psiquiatra en Beth Israel Deaconess Medical Center. Fue miembro de American College of Psychiatrists, American Psychiatric Association, American Orthopsychiatric Association y American Academy of Psychoanalysis. Su tercer libro, La conexión curativa, en coautoría con Irene Stiver, se publicó en 1998.

## Instituto de formación Jean Baker Miller
En 1995, Jean Baker Miller estableció el Instituto de formación Jean Baker Miller (JBMTI, por sus siglas en inglés) en Wellesley Centers for Women de Wellesley College, una organización que busca para "promover el cambio social al expandir definiciones y normas sociales de fuerza personal, salud humana, y bienestar cultural. Ejerció como directora fundadora y utilizó el Instituto para enseñar la teoría Relacional-Cultural a profesionales de salud mental y organizaciones benéficas.
“Jean Baker Miller fue una amiga y apreciada compañera cuya excelencia, sobria a la par que gentil determinación, y amplia influencia aportaron un gran honor a Wellesley College,” declaró Diana Chapman Walsh, presidenta de Wellesley College. “Encajaba totalmente que el Instituto de formación Jean Baker Miller tomará raíces en un campus universitario dedicado a educar a las mujeres para hacer una diferencia en el mundo. El trabajo pionero de Jean Baker Miller ha dejado una duradera impronta sobre generaciones de mujeres y hombres, permitiéndonos comprender el poder en conexión con la compasión y el amor.”
Susan McGee Bailey, directora ejecutiva de Wellesley Centers for Women, destacó: 

“El feminismo de Jean Baker Miller era fuerte, compasivo, e inquebrantable, nunca militante pero radical en sus implicaciones. Su trabajo y su teoría no son solo para psicólogos ni tampoco únicamente para mujeres, sino para todas las personas, en cualquier lugar del mundo. La fuerza y claridad de su visión continuarán dando inspiración a nuestro trabajo aquí al igual que en todos aquellos que conocieron su vida, sus perspectivas y su práctica clínica.”

En su última presentación pública en el Instituto de formación como parte de un programa del año 2004 titulado “Alentando una era de conexión”, el trabajo de la doctora Miller se enfocó en crear comunidades de valentía y esperanza. “Pienso que la fuente de la esperanza reside en creer que uno tiene o puede ponerse en marcha hacia un sentido de conexión,” compartió. A través de su vida, la doctora Miller fue conocida por su humildad. Opuesta a la noción del reconocimiento individualista, ella reconoció que su trabajo prosperó en conexión con el de otros especialistas, principalmente mujeres. A lo largo de su trayectoria profesional, Jean Baker Miller se mostró reticente a recibir honores, entre los cuales destacaron, Woman of the Year in Health and Medicine de National Organization of Women Massachusetts y Massachusetts Psychological Association Allied Professional Award for Outstanding Contributions of the Advances of Psychology, ambos galardones del año 1982.[cita requerida]

## Muerte
Jean Baker Miller murió el 29 de julio de 2006 en Brookline, Massachusetts, a la edad de 78 años, debido a una insuficiencia respiratoria tras 13 años arrastrando un enfisema pulmonar y complicaciones derivadas de la poliomielitis que padeció en su infancia.